# П'єр Жирар (яхтсмен)
П'єр Жирар (1926) — швейцарський яхтсмен.
Бронзовий призер Олімпійських Ігор 1960 року в класі 5,5 метра.